# Daniel Håkans
Daniel Noel Mikael Håkans (Vaasa, 26 ottobre 2000) è un calciatore finlandese, centrocampista o attaccante del Lech Poznań e della Nazionale finlandese.

## Carriera

### Club
Håkans è cresciuto nelle giovanili del VIFK. Ha esordito in Kakkonen con la maglia di questo club, venendo schierato titolare nel pareggio per 0-0 arrivato contro il PK-37, in data 28 aprile 2018. Il 12 agosto seguente è arrivata la prima rete, nel pareggio per 1-1 sul campo del Närpes Kraft.
L'anno seguente è passato allo SJK, per cui ha debuttato in Veikkausliiga: il 15 agosto 2019, infatti, è subentrato a Jesse Sarajärvi nella sconfitta interna per 0-2 subita contro l'IFK Mariehamn. Il 24 luglio 2021 ha realizzato la prima rete nella massima divisione locale, nella vittoria per 3-2 sull'AC Oulu.
Il 7 luglio 2022 ha giocato la prima partite nelle competizioni UEFA per club, quando ha sostituito Kingsley Ofori nella partita persa per 1-0 in casa del Flora Tallinn, sfida valida per i turni di qualificazione alla Conference League.
Il 9 agosto 2022, Håkans è passato ai norvegesi del Jerv con la formula del prestito. Il 14 agosto ha esordito in Eliteserien, venendo impiegato da titolare nella vittoria per 1-0 sul Lillestrøm. Il 18 settembre ha segnato la prima rete, nella sconfitta per 4-3 in casa del Sarpsborg 08. Al termine dell'annata, la squadra è retrocessa in 1. divisjon.
Il 24 novembre 2022, Håkans è stato ingaggiato dal Jerv a titolo definitivo: ha siglato un accordo triennale.
Il 4 febbraio 2023, Håkans è stato tesserato dal Vålerenga, a cui si è legato con un contratto quadriennale. Il 10 aprile ha giocato la prima partita con la nuova maglia, in cui ha trovato anche una rete nel successo per 0-1 in casa dell'Aalesund.
Il 31 luglio 2024, il Vålerenga ha reso noto d'aver ceduto Håkans ai polacchi del Lech Poznań, trasferimento soggetto al buon esito delle visite mediche di rito. Il 1º agosto, il club polacco ha annunciato d'aver ingaggiato il calciatore, che ha firmato un contratto quadriennale e ha scelto di vestire la maglia numero 11.

### Nazionale
Ha giocato nelle nazionali giovanili finlandesi Under-15 ed Under-21.
Il 16 giugno 2023, Håkans ha debuttato in nazionale maggiore: ha sostituito Teemu Pukki nella vittoria per 2-0 contro la Slovenia, sfida valida per le qualificazioni al campionato europeo 2024. Il 19 giugno, alla sua seconda presenza, ha realizzato una tripletta da subentrato nella vittoria per 6-0 su San Marino; al contempo questa è la tripletta più veloce nella storia della selezione finlandese, in quanto ha realizzato 3 reti in 10 minuti.

## Statistiche

### Presenze e reti nei club
Statistiche aggiornate al 1º agosto 2024.
| Stagione         | Club             | Campionato       | Campionato | Campionato | Coppe nazionali | Coppe nazionali | Coppe nazionali | Coppe continentali | Coppe continentali | Coppe continentali | Supercoppe | Supercoppe | Supercoppe | Totale | Totale |
| Stagione         | Club             | Comp             | Pres       | Reti       | Comp            | Pres            | Reti            | Comp               | Pres               | Reti               | Comp       | Pres       | Reti       | Pres   | Reti   |
| ---------------- | ---------------- | ---------------- | ---------- | ---------- | --------------- | --------------- | --------------- | ------------------ | ------------------ | ------------------ | ---------- | ---------- | ---------- | ------ | ------ |
| 2018             | VIFK             | Ka               | 19         | 1          | CF              | ?               | ?               | -                  | -                  | -                  | -          | -          | -          | 19+    | 1+     |
| 2019             | SJK              | VL               | 2          | 0          | CF              | 4               | 0               | -                  | -                  | -                  | -          | -          | -          | 6      | 0      |
| 2020             | SJK              | VL               | 11         | 0          | CF              | 3               | 0               | -                  | -                  | -                  | -          | -          | -          | 14     | 0      |
| 2021             | SJK              | VL               | 16         | 1          | CF              | 4               | 0               | -                  | -                  | -                  | -          | -          | -          | 20     | 1      |
| gen.-ago. 2022   | SJK              | VL               | 15         | 1          | CdL+CF          | 1+0             | 0               | UECL               | 4                  | 0                  | -          | -          | -          | 20     | 1      |
| Totale SJK       | Totale SJK       | Totale SJK       | 44         | 2          |                 | 12              | 0               |                    | 4                  | 0                  |            | -          | -          | 60     | 2      |
| 2019             | Kerho 07         | Ka               | 19         | 1          | -               | -               | -               | -                  | -                  | -                  | -          | -          | -          | 19     | 1      |
| 2020             | Kerho 07         | Y                | 2          | 0          | -               | -               | -               | -                  | -                  | -                  | -          | -          | -          | 2      | 0      |
| Totale Kerho 07  | Totale Kerho 07  | Totale Kerho 07  | 21         | 1          |                 | -               | -               |                    | -                  | -                  |            | -          | -          | 21     | 1      |
| ago.-dic. 2022   | Jerv             | ES               | 7          | 1          | CN              | 1               | 0               | -                  | -                  | -                  | -          | -          | -          | 8      | 1      |
| 2023             | Vålerenga        | ES               | 22+2       | 5+1        | CN              | 4               | 0               | -                  | -                  | -                  | -          | -          | -          | 28     | 6      |
| gen.-ago. 2024   | Vålerenga        | 1D               | 9          | 5          | CN              | 0               | 0               | -                  | -                  | -                  | -          | -          | -          | 9      | 5      |
| Totale Vålerenga | Totale Vålerenga | Totale Vålerenga | 31+2       | 10+1       |                 | 4               | 0               |                    | -                  | -                  |            | -          | -          | 37     | 11     |
| ago. 2024-2025   | Lech Poznań      | EK               | 0          | 0          | CP              | 0               | 0               | -                  | -                  | -                  | -          | -          | -          | 0      | 0      |
| Totale           | Totale           | Totale           | 112+2+     | 14+1+      |                 | 11              | 3               |                    | 4                  | 0                  |            | -          | -          | 129+   | 18+    |

## Palmarès

### Club

#### Competizioni nazionali
- Campionato polacco: 1

Lech Poznań: 2024-2025